# Ordynariat Polowy Filipin
Ordynariat Polowy Filipin – ordynariat polowy  na Filipinach. Powstał w 1950 jako wikariat wojskowy. Promowany do rangi ordynariatu w 1986.

## Lista biskupów
- Rufino Jiao Santos (1951-1973)
- Mariano Gaviola (1974-1981)
- Pedro Magugat MSC (1981-1985)
- Severino Pelayo (1985-1995)
- Ramon Argüelles (1995-2004)
- Leopoldo Tumulak (2004-2017)
- Oscar Florencio (od 2019)